# Navarrete
Navarrete is een gemeente in de Spaanse provincie en regio La Rioja met een oppervlakte van 28,49 km². Navarrete telt 2.919 inwoners (1 januari 2016).